# 梅森猜想
在數論上，新梅森猜想是有關質數的猜想，它說明：對於任何奇自然數p，若以下其中兩句敍述成立，剩下的一句就會成立：
1. {\displaystyle p=2^{k}\pm 1} 或 {\displaystyle p=4^{k}\pm 3}
2. {\displaystyle 2^{p}-1}是質數（梅森質數）
3. {\displaystyle (2^{p}+1)/3}是質數（瓦格斯塔夫質數）